# Bank Włoch
Bank Włoch (wł. Banca d’Italia, ang. Bank of Italy) – bank centralny Republiki Włoskiej, założony w 1893 poprzez fuzję trzech banków: Banca Toscana de Crédito, Banca Nazionale Sarda i Banca Nazionale del Regno d’Italia. Siedziba banku znajduje się w neorenesansowym XIX-wiecznym budynku Palazzo Koch w Rzymie. Wraz z przyjęciem 1 stycznia 1999 przez włoski rząd waluty euro, Banca D'Italia należy do Eurosystemu składającego się z Europejskiego Banku Centralnego oraz banków centralnych państw, które należą do ESBC
Od 1 listopada 2011 prezesem Banku Włoch jest Ignazio Visco.

## Funkcje
Do kluczowych zmian w funkcjonowaniu włoskiego banku centralnego doszło wraz z przyjęciem 1 stycznia 1999 przez włoski rząd waluty euro.
Głównymi zadaniam należącymi do Banca d'Italia jest zapewnienie stabilności monetarnej i stabilności finansowej, dbanie o trwały rozwój gospodarki Włoch oraz uczestniczenie w decyzjach dotyczących jednolitej polityki pieniężnej w strefie euro. Banca d'Italia jest członkiem Europejskiego Systemu Banków Centralnych i uczestniczy w tworzeniu tzw. trzeciego etapu unii gospodarczo i walutowej, wchodząc w skład Eurosystemu. Pomimo przeniesienia wielu funkcji na poziom ponadnarodowy, w dalszym ciągu jest zobowiązany do zarządzania wewnętrznymi rezerwami walutowymi, odpowiada za emisje pieniądza na terytorium Włoch oraz sprawuje kontrolę nad instytucjami finansowymi i systemami płatności.

## Organizacja
Struktura organizacyjna Banku Włoch odzwierciedla trzy wymiary, w których działa Bank: międzynarodowy, krajowy i lokalny. 
Bank Włoch posiada sieć 39 oddziałów zlokalizowanych głównie w stolicach regionalnych i niektórych stolicach prowincji, m.in. w Bolonii, Neapolu, Mediolanie, Padwie czy też w Potenzie. 
Wśród działań w charakterze lokalnym, Banca d'Italia zobowiązane jest do prowadzenia działań w zakresie: 
- Zapewnienia usług skarbu państwa w zakresie płatności i windykacji dla instytucji państwowych;
- Kontrola i nadzór nad grupami bankowymi i finansowymi oraz pośrednikami działającymi na poziomie lokalnym lub regionalnym;
- Zapewnienie ochrony klientom korzystającymi z usług finansowych, rozpatrywanie skarg oraz roszczeń kierowanych do Rzecznika Banków i Finansów Włoch;
- Zapewnienie obiegu banknotów polegająca na ochronie jakości banknotów i ich dystrybucji;
- Przeprowadzanie lokalnych analiz ekonomicznych i badań statystycznych oraz dostarczenie informacji do wyspecjalizowanych instytucji finansowych.

Na poziomie krajowym, administracja centralna zlokalizowana w Rzymie odpowiedzialna jest za opracowywanie strategii oraz wdrażanie wytycznych dla poszczególnych gałęzi funkcjonowania banku centralnego
Funkcje międzynarodowe Banca d'Italia są realizowane przez szereg przedstawicielstw zagranicznych, m.in. w Londynie, Nowym Jorku czy Tokio. Zadania są realizowane we współpracy z włoskim Ministerstwem Spraw Zagranicznych poprzez włoskie ambasady i urzędy konsularne, za pośrednictwem personelu misji dyplomatycznej (głównie attaché ds. Finansów). Zadaniem zagranicznych placówek, jak i attaché jest wzmacnianie współpracy bilateralnej, zarówno na poziomie politycznym, jak i ekonomicznym.